# Fran Wilson
Frances Claire Wilson (bekannt als Fran Wilson; * 7. November 1991 in Farnham, Vereinigtes Königreich) ist eine englische Cricketspielerin, die zwischen 2010 und 2021 für die englische Nationalmannschaft spielt.

## Aktive Karriere
Wilson wurde im August 2010 für die ECB Development XI für die Women’s European Championship nominiert und konnte dort überzeugen. Daraufhin wurde sie von den Selektoren der Nationalmannschaft in diese Berufen. In Sri Lanka gab sie dann im November 2010 ihr WODI und WTwenty20-Debüt. Doch nachdem sie im Januar 2011 zwei Mal mit 0 Runs in den WTwenty20s in Australien ausgeschieden war, wurde sie aus dem Kader gestrichen. Es dauerte bis zum ICC Women’s World Twenty20 2014, bis sie erneut in den Kader berufen wurde, doch fand sie hier keinen Einsatz im Team. In der Folge konnte sie gute Ergebnisse für die englische A-Nationalmannschaft erzielen und wurde abermals gegen Australien in den Kader berufen, ohne einen Einsatz zu haben. Im Dezember 2015 erhielt sie einen Vertrag mit dem englischen Verband. Im Juni 2016 kam sie dann gegen Pakistan wieder zurück ins Team und spielte in der WTwenty20-Serie. Sie wurde daraufhin für den Women’s Cricket World Cup 2017 nominiert, wo ihr im ersten Spiel ein Fifty über 81 Runs gegen Indien gelang. Sie konnte dann zusammen mit England die Weltmeisterschaft gewinnen. Im November 2017 erfolgte in Australien ihr WTest-Debüt. Beim ICC Women’s World Twenty20 2018 rückte sie in den Kader nach, als sich Katherine Brunt verletzte, erhielt jedoch keinen Einsatz. Im Dezember 2019 gelang ihr in der WODI-Serie gegen Pakistan ein Fifty über 85* Runs. Beim ICC Women’s T20 World Cup 2020 war ihre beste Leistung ebenfalls gegen Pakistan mit 22 Runs. Ihre letzte Tour spielte sie zum Ende der Saison 2020/21 in Neuseeland. Im Oktober 2021 erklärte sie dann ihren Rücktritt vom internationalen Cricket. Daraufhin konzentrierte sie sich auf das nationale englische Cricket, unter anderem für die Western Storm. Für die Saison 2025 wechselte sie zurück zu Somerset.